# アニメフィルム
有限会社アニメフイルムは、アニメーション制作のうち、撮影作業の請負を主な事業内容とする日本の企業。

## 概要・沿革
旧虫プロダクションの撮影出身の清水達正が、日本初の動画撮影スタジオとして設立した「株式会社東京アニメーションフィルム」（とうきょうアニメーションフィルム・以下、東京アニメーションフィルム）がその前身である。東京アニメーションフィルムはこれまで、日本アニメーション、シンエイ動画、東京ムービー新社（現：トムス・エンタテインメント東京本社東京ムービー事業本部）などで撮影を手がけてきた。
1998年、東京アニメーションフィルムから設備と業務を引き継ぎ、新たに「有限会社アニメフイルム」を発足し現在に至る。2000年頃には旭プロダクションから梅田俊之を中心とした多数の撮影スタッフが移転。その後もスタジオコスモスから岸克芳（後にエフシックへ移籍）や貞松寿幸たち、2010年代にはSynergySPからひろちけんじ（廣地研二）が移籍している。
2024年現在、田無スタジオはシンエイ動画作品、上井草スタジオ・荻窪スタジオはバンダイナムコフィルムワークス（サンライズブランド）とその子会社であるバンダイナムコピクチャーズ作品を中心にそれぞれ撮影を手がけている。
田無スタジオの隣（同敷地内）にはエクラアニマル（旧シンエイ動画の本社兼スタジオ跡地）が所在している。

## 制作スタジオ
- 田無スタジオ（本社） - 東京都西東京市北原町3-6-9
- 上井草スタジオ - 東京都杉並区井草5-18-15
- 荻窪スタジオ[1] - 東京都杉並区上荻1-19-10

## 主な参加作品

### 東京アニメーションフィルム時代

#### テレビアニメ
- 巨人の星（1968年-1971年）
- アタックNO.1（1969年-1971年）
- 天才バカボン （1971年-1972年）
- ルパン三世 (TV第1シリーズ)　（1971年-1972年）
- オバケのQ太郎シリーズ
  - 新オバケのQ太郎 （1971年-1972年）
  - オバケのQ太郎 （第3作、1985年-1987年）
- ど根性ガエル （1972年-1974年）
- ジャングル黒べえ（1973年）
- エースをねらえ! （1973年-1974年）
- 空手バカ一代 （1973年-1974年）
- はじめ人間ギャートルズ （1974年-1975年）
- 元祖天才バカボン （1975年-1977年）
- ガンバの冒険（1975年）
- 恐竜探険隊ボーンフリー （1976年-1977年）
- 花の係長（1976年）
- 合身戦隊メカンダーロボ（1977年）
- 無敵超人ザンボット3（1977年-1978年）
- 野球狂の詩 （1977年-1979年）
- おれは鉄兵 （1977年-1978年）
- 無敵鋼人ダイターン3（1978年-1979年）
- 未来少年コナン （1978年）
- 一球さん （1978年）
- 機動戦士ガンダム（1978年-1980年）
- ドラえもん （1979年-2005年）
- 科学冒険隊タンサー5 （1979年-1980年）
- おじゃまんが山田くん （1980年-1982年）
- 怪物くん（1980年-1982年）
- 忍者ハットリくん （1981年-1987年）
- ゲームセンターあらし （1982年）
- フクちゃん （1982年-1984年）
- パーマン（1983年-1985年）
- さすがの猿飛 （1982年-1984年）
- あした天気になあれ （1984年-1985年）
- らんぽう（1984年）
- プロゴルファー猿（1985年-1988年）
- ハイスクール!奇面組（1985年-1987年）
- がんばれ!キッカーズ （1986年-1987年）
- きまぐれオレンジ☆ロード （1987年-1988年）
- ウルトラB（1987年-1989年）
- ビリ犬 （1988年-1989年）
- おぼっちゃまくん（1989年-1992年）[注釈 1]
- 笑ゥせぇるすまん （1989年-1992年）
- 江戸っ子ボーイ がってん太助 （1990年-1991年）
- 少年アシベ （1991年）
- サラダ十勇士トマトマン （1992年-1993年）
- 名探偵コナン （1996年-）[注釈 2]
- HARELUYA II BØY （1997年）

#### OVA
- 機甲猟兵メロウリンク （1988年-1989年）
- がきデカ（1989年）
- きまぐれオレンジ☆ロード（第1期）（1989年）
- 神秘の世界エルハザード （1995年-1996年）

#### 劇場アニメ
- 巨人の星（1969年）
- 巨人の星 行け行け飛馬（1969年）
- 巨人の星 大リーグボール（1970年）
- 巨人の星 宿命の対決（1970年）
- アタックNO.1（1970年）
- アタックNO.1 涙の回転レシーブ（1970年）
- アタックNO.1 涙の世界選手権（1970年）
- アタックNO.1 涙の不死鳥（1971年）
- パンダコパンダ 雨ふりサーカスの巻 （1973年）
- 機動戦士ガンダムシリーズ
  - 機動戦士ガンダム（1981年）
  - 機動戦士ガンダムII 哀・戦士編（1981年）
  - 機動戦士ガンダムIII めぐりあい宇宙編（1982年）
- ドラえもんシリーズ
  - ドラえもん のび太の恐竜 （1980年）
  - ドラえもん のび太の宇宙開拓史 （1981年）
  - ドラえもん のび太の大魔境 （1982年）
  - ドラえもん のび太の海底鬼岩城 （1983年）
  - ドラえもん のび太の魔界大冒険 （1984年）
  - ドラえもん のび太の宇宙小戦争 （1985年）
  - ドラえもん のび太と鉄人兵団 （1986年）
  - ドラえもん のび太のパラレル西遊記 （1988年）
- ドラえもん ぼく、桃太郎のなんなのさ （1981年）
- 怪物くんシリーズ
  - 怪物くん 怪物ランドへの招待 （1981年）
  - 怪物くん デーモンの剣 （1982年）
- 21エモンシリーズ
  - 21エモン 宇宙へいらっしゃい! （1981年）
  - 21エモン 宇宙(そら)いけ! 裸足のプリンセス （1992年）
- 忍者ハットリくんシリーズ
  - 忍者ハットリくんニンニン忍法絵日記の巻 （1982年）
  - 忍者ハットリくんニンニンふるさと大作戦 （1983年）
- パーマン バードマンがやって来た!（1983年）
- 冒険者たち ガンバと7匹のなかま（1984年）
- キン肉マン 大暴れ!正義超人（1984年）
- キャプテン 翼ヨーロッパ大決戦（1985年）
- オーディーン 光子帆船スターライト （1985年）
- プロゴルファー猿 スーパーGOLFワールドへの挑戦!!（1986年）
- プロゴルファー猿 甲賀秘境!影の忍法ゴルファー参上!（1987年）
- かんからさんしん （1989年）
- ドラミちゃんシリーズ
  - ドラミちゃん ミニドラSOS!!! （1989年）
  - ドラミちゃん アララ・少年山賊団! （1991年）
  - ドラミちゃん ハロー恐竜キッズ!! （1993年）
  - ドラミちゃん 青いストローハット （1994年）
- 暗黒神話シリーズ　
  - 暗黒神話 餓鬼の章 （1990年）
  - 暗黒神話 天の章 （1990年）
- チンプイ エリさま活動大写真 （1990年）
- 2112年 ドラえもん誕生 （1995年）
- ザ・ドラえもんズシリーズ
  - ザ☆ドラえもんズ 怪盗ドラパン謎の挑戦状! （1997年）
  - ザ☆ドラえもんズ ムシムシぴょんぴょん大作戦! （1998年）
- 帰ってきたドラえもん （1998年）
- クレヨンしんちゃん 電撃!ブタのヒヅメ大作戦 （1998年）

### アニメフィルム時代

#### テレビアニメ（アニメフィルム）
- グランダー武蔵RV （1998年）
- 鋼鉄天使くるみ （1999年-2000年）
- GEAR戦士電童 （2000年-2001年）
- 犬夜叉シリーズ
  - 犬夜叉 （2000年-2004年）
  - 犬夜叉 完結編 （2009年）
- クレヨンしんちゃん （2001年-[注釈 3]）
- Z.O.E Dolores, i （2001年）
- HELLSING （2001年-2002年）
- 激闘!クラッシュギアTURBO （2001年-2003年）
- 出撃!マシンロボレスキュー （2003年-2004年）
- プラネテス （2003年-2004年）
- 爆裂天使 （2004年）
- To Heart 〜Remember my Memories〜 （2004年）
- KURAU Phantom Memory （2004年）
- ドラえもん （2005年-）
- 焼きたて!!ジャぱん （2004年-2006年）
- 舞-HiMEシリーズ
  - 舞-HiME （2004年-2005年）
  - 舞-乙HiME （2005年-2006年）
- 陰陽大戦記 （2004年-2005年）
- バジリスク 〜甲賀忍法帖〜 （2005年）
- CLUSTER EDGE （2005年-2006年）
- 獣王星 （2006年）
- 天保異聞 妖奇士 （2006年-2007年）
- コードギアス 反逆のルルーシュシリーズ
  - コードギアス 反逆のルルーシュ （2006年-2007年）
  - コードギアス 反逆のルルーシュR2 （2008年）
- 結界師 （2006年-）
- 古代王者 恐竜キング Dキッズ・アドベンチャー （2007年）
- アイドルマスター XENOGLOSSIA （2007年）
- ZOMBIE-LOAN （2007年）
- バンブーブレード （2007年）
- 薬師寺涼子の怪奇事件簿 （2008年、撮影協力）
- テイルズ オブ ジ アビス （2008年）
- 黒神 The Animation （2009年、撮影協力）
- 宇宙をかける少女 （2009年）
- 東京マグニチュード8.0 （2009年）
- バトルスピリッツシリーズ
  - バトルスピリッツ 少年激覇ダン （2009年）
  - バトルスピリッツ ブレイヴ （2010年）
  - バトルスピリッツ 覇王 （2011年）
  - バトルスピリッツ ソードアイズ （2012年）
  - 最強銀河 究極ゼロ ～バトルスピリッツ～ （2013年）
  - バトルスピリッツ 烈火魂 （2015年）
  - バトルスピリッツ ダブルドライブ （2016年）
- ファイ・ブレイン 神のパズル （2011年-2014年）
- 夏色キセキ （2012年）
- 貧乏神が! （2012年）
- セイクリッドセブン （2012年）
- アイカツ!シリーズ
  - アイカツ! （2012年-2016年）[注釈 4]
  - アイカツスターズ! （2016年-2018年）
  - アイカツフレンズ! （2018年）
  - アイカツオンパレード! （2019年）
- ハイスクールD×Dシリーズ
  - ハイスクールD×D NEW （2013年）
  - ハイスクールD×D BorN （2015年）
- 健全ロボ ダイミダラー （2014年）
- クラシカロイド （2016年-2017年）
- 少年アシベ GO!GO!ゴマちゃん （2016年-2018年）※第2シリーズまで
- 霊剣山 星屑たちの宴（2016年）
- B-PROJECT～絶頂*エモーション～ （2019年）
- 魔入りました!入間くん （2019年）
- アサティール 未来の昔ばなし （2020年）
- 半妖の夜叉姫 （2020年）
- THE MARGINAL SERVICE（2023年）
- もののがたり（2023年）

#### OVA（アニメフィルム）
- 舞-乙HiME Zwei （2006年）
- コードギアス 亡国のアキト （2012年-2016年）

#### 劇場アニメ（アニメフィルム）
- のび太の結婚前夜 （1999年）
- 名探偵コナンシリーズ
  - 名探偵コナン 瞳の中の暗殺者 （2000年）
  - 名探偵コナン 銀翼の奇術師 （2004年）
- ザ☆ドラえもんズ ドキドキ機関車大爆走! （2000年）
- 映画ドラえもんシリーズ （2001年[注釈 5]-2004年／2006年-）
- 映画クレヨンしんちゃんシリーズ （2001年[注釈 6]-）
- カウボーイビバップ 天国の扉 （2001年）
- がんばれ!ジャイアン!! （2001年）
- ぼくの生まれた日 （2002年）
- 劇場版 とっとこハム太郎 ハムハムハムージャ! 幻のプリンセス （2002年）
- Pa-Pa-Pa ザ★ムービー パーマン （2003年）
- King of Thorn いばらの王 （2010年）
- 劇場版アイカツ! （2014年）
- 劇場版アイカツスターズ!（2016年）
- アイカツ!〜ねらわれた魔法のアイカツ!カード〜（2016年）
- コードギアス 復活のルルーシュ （2019年）
- シン・エヴァンゲリオン劇場版（2021年）
- フラ・フラダンス （2021年）

#### Webアニメ
- リーンの翼 （2006年）
- 幕末機関説 いろはにほへと （2006年-2007年）
- クレヨンしんちゃん外伝 エイリアン vs. しんのすけ （2016年）
- クレヨンしんちゃん外伝 おもちゃウォーズ （2016年）
- 異世界居酒屋～古都アイテーリアの居酒屋のぶ～ （2018年）
- バトルスピリッツシリーズ
  - バトルスピリッツ サーガブレイヴ （2019年）
  - バトルスピリッツ 赫盟のガレット （2020年）